# GD 66 b
GD 66 b — экзопланета, обращающаяся вокруг белого карлика GD 66, расположенного в созвездии Возничего.
Открыта методом тайминга звёздных пульсаций в 2007 году.
Материнская звезда с поверхности GD 66 b выглядит, как яркая звезда −17,8 звездной величины, то есть примерно в 100 раз ярче полной Луны. Отношение R/Rэф для GD 66 b превышает 60. По-видимому, температура внешних слоев планеты низка и определяется в основном внутренним источником энергии. Из-за низкой светимости белого карлика на планете царит вечный сумрак. Вероятно, относится к классу гелиевых планет.
Звезда GD 66 удалена от Солнца на 51 пк, её спектральный класс DA, температура поверхности оценивается в 12 тыс. К. Видимая звёздная величина этой звезды составляет +15,6m, что на расстоянии 51 пк соответствует абсолютной звёздной величине +12,6m и светимости 1/800 от светимости Солнца. Причина низкой светимости — в большой компактности белого карлика. Его радиус приблизительно равен 0,00825 радиусам Солнца или 0,9 радиусам Земли. Масса белого карлика оценивается в 0,64 массы Солнца.